# امیراصلان افشار
امیر اصلان افشار قاسملو (۳۰ آبان ۱۲۹۸ – ۳۰ بهمن ۱۳۹۹) دیپلمات حکومت شاهنشاهی پهلوی، سفیر ایران در آمریکا، رئیس شورای حکام آژانس بین‌المللی انرژی اتمی، سفیر پادشاهی ایران در آلمان ، اتریش و مکزیک بوده است. وی همچنین نمایندهٔ مردم مراغه در دوره‌های نوزدهم و بیستم مجلس شورای ملی، رئیس کل تشریفات دربار شاهنشاهی به مدت دو سال و آجودان کشوری شاه بود. پس از انقلاب اسلامی، افشار در شهر نیس فرانسه اقامت کرد و در همان جا درگذشت.

## تولد و خانواده
امیراصلان افشار، دیپلمات و سفیر پیشین ایران، فرزند جان‌محمدخان امیرمسعود و امیربانو (طلعت‌الملوک) بود. جان‌محمدخان امیرمسعود قاسملو در ۳۰ آبان ۱۲۹۸ در تهران به دنیا آمد و از نظامیان دورهٔ رضاشاه بود و به مقام سرهنگی رسید. وی فرزند خود را به احترام نیاکان خود «امیراصلان» نام نهاد. امیراصلان، رئیس ایل «ارَسلو» از خان‌های دوران نادرشاه بود. پسرعموی او امیرخسرو افشار قاسملو در کابینه‌های جعفر شریف‌امامی و غلامرضا ازهاری به وزارت امور خارجهٔ ایران رسید.
بیشتر نیاکان خانوادهٔ امیراصلان افشار از نظامیان دودمان‌های افشاریان و قاجاریان بودند. حسن سردار کل و وزیر نظام بود. نیاکان او، الهیارخان افشار، خان افشار قاسملو در دوران قاجاریان، آجودان باشی کل ناصرالدین‌شاه و مظفرالدین‌شاه بود. اطرافیان جان‌محمدخان امیرمسعود، به او تهمت همراهی با محمود پولادین زدند که تهدید به تیرباران شد. افشار قاسملو از املاک مراغه دست کشید تا از زندان نجات یابد. سپس مراغه را ترک کرد و تا پایان پادشاهی رضاشاه، در املاک و باغ‌های خود به کشاورزی پرداخت.

## دورهٔ تحصیل
امیراصلان افشار، پس از گذراندن دورهٔ کودکستان در کودکستان علاءالسلطان و سپس تحصیل در مدرسهٔ آمریکایی‌ها و گرفتن مدرک ششم ابتدایی از مدرسهٔ زرتشتیان (که بعدها به دبیرستان فیروزبهرام تغییر نام داد)، به گفتهٔ پدر خود گوش نمود و به بلژیک رفت. وی دورهٔ متوسطه را در دبیرستان «هیندنبورگ» برلین در سال ۱۹۳۹ به پایان رساند. سپس وارد دانشگاه گرایفسوالد آلمان شد. با آغاز جنگ جهانی دوم، به وین رفت و در سال ۱۹۴۲ دکترای خود را در رشتهٔ علوم سیاسی از دانشگاه وین دریافت کرد. امیراصلان افشار، پس از بازگشت به ایران، در ۱۸ مهر ۱۳۲۶ به استخدام وزارت امورخارجهٔ ایران درآمد و در اداره‌های گوناگون آن وزارتخانه خدمت کرد.

## سوابق و مسئولیت‌ها
امیراصلان افشار در سال ۱۳۲۸ با کامیلا ساعد، دختر محمد ساعد مراغه‌ای، ازدواج کرد. از سال ۱۳۲۸ تا ۱۳۳۳ دبیر سوم سفارت ایران در لاههٔ هلند بود. افشار، در دورهٔ نوزدهم، نمایندهٔ شهر مراغه در مجلس شورای ملی بود. وی همچنین در سال ۱۳۳۹ نمایندگی شهر مراغه در دورهٔ بیستم مجلس شورای ملی را به عهده داشت؛ ولی عمر این مجلس کمتر از سه ماه بود. او سپس به وزارت خارجه بازگشت و با مقام وزیرمختاری عضو شورای‌عالی وزارت خارجه شد. امیراصلان افشار از سال ۱۹۶۷ تا ۱۹۶۹ رئیس شورای حکام آژانس بین‌المللی انرژی اتمی بود. او از مرداد ۱۳۴۶ تا مهر ۱۳۴۸ سفیر ایران در اتریش، از مهر ۱۳۴۸ تا اسفند ۱۳۵۱ سفیر ایران در آمریکا و از مرداد ۱۳۵۲ تا تیر ۱۳۵۶ سفیر ایران در آلمان غربی بود.
امیراصلان افشار در سال ۱۳۵۶ به ایران بازگشت و به ریاست اداره کل تشریفات دربار منصوب شد و تا پایان حکومت پهلوی در این سمت باقی ماند. وی در ۳ اسفند ۱۳۵۶ به سمت آجودان کشوری شاه رسید. پس از انقلاب ایران، افشار در شهر نیس فرانسه اقامت نمود و در همان جا درگذشت.

## نشان‌های داخلی و خارجی دریافت شده
نشان‌های داخلی: پاس، ۲۵ سال پادشاهی پهلوی، ۵۰ سال پادشاهی پهلوی، ۲۵۰۰ سال شاهنشاهی، نشان ۵ و ۴ و ۳ تاج، نشان ۲ همایون و نشان یک همایون با حمایل.
نشان‌های خارجی: گردن‌بند نشان لژیون دونور فرانسه، نشان دانمارک، نشان تایلند، دو نشان هلند، نشان رومانی، سه نشان و یک نشان درجهٔ یک با حمایل اتریش، سه نشان و یک نشان درجهٔ یک ۶ ستاره با حمایل آلمان، نشان درجهٔ یک اسپانیا، دو نشان کوکب و استقلال اردن هاشمی با حمایل، نشان درجهٔ یک برلیان با حمایل از کشور عمان و نشان خدمت بیمارستان نظامی والتر رید آمریکا.

## خروج از ایران به همراه شاه
امیراصلان افشار یکی از معدود افرادی بود که اجازه یافت در دی ماه ۵۷ شاه را در ترک خاک ایران همراهی کند.بنا به ادعای او در مصاحبه با تاریخ شفاهی بنیاد مطالعات ایران، وی از شاه می خواهد که در ایران بماند و در نبود شاه به تشکیلات دفتر دربار سامان دهد ولی این درخواست مورد پذیرش قرار نمی گیرد. افشار روایت کرده است که در فرودگاه برای کسب خبر اینکه بختیار رای اعتماد آورده است یا خیر قصد تماس تلفنی داشته ولی متوجه می شود که تمام تلفن های فرودگاه را قطع کرده اند. هنگامی که سوار هواپیمای شخصی شاه می شوند متوجه می شود که تمام ظروف و قاشق چنگال ها را برده اند و زمانی که می‌خواسته در هواپیما برای شاه غذا بیاورد متوجه می شود که روز قبل از پرواز، کترینگ مهرآباد هیچ‌گونه غذایی به مهماندار هواپیما نداده است و گفته است غذا نداریم ولش کن، شاه بره ساندویچ بخوره! در نهایت مجبور می شوند باقالی پلویی که آشپز مخصوص شاه در یک قابلمه با خود آورده بود را روی میز بگذارند و در نعلبکی بخورند.امیر اصلان افشار در پایان اضافه می کنند: «حقیقتا شاه با دلی شکسته از ایران رفت»

## درگذشت
در آبان ۱۳۹۸ شایعهٔ درگذشت او در فضای مجازی پخش شد که خود او در یک گفتگوی تلفنی آن را تکذیب کرد.
امیراصلان افشار سرانجام در روز ۳۰ بهمن ۱۳۹۹ در سن ۱۰۱ سالگی درگذشت.

## نوشته‌ها
- قانون اساسی آلمان نازی، تفسیر (به آلمانی)
- مقررات دولتی آلمان نازی، تفسیر (به آلمانی)
- گزارشی دربارهٔ آمریکا (به انگلیسی)
- امکانات بهبود اقتصاد ایران (به آلمانی)
- افسران و توطئه علیه هیتلر (به فارسی)
- شرکت ایران در سازمان‌های بین‌المللی (به فارسی)
- آغاز روابط سیاسی ایران و آمریکا (به انگلیسی و فارسی)
- خدا دنیا را آفرید، هلند را هلندی‌ها ساختند (به فارسی و هلندی)[۱]
- خاطرات امیراصلان افشار (در گفتگو با علی میرفطروس).